# Sergei Wassiljewitsch Fomin
Sergei Wassiljewitsch Fomin (russisch Сергей Васильевич Фомин; * 9. Dezember 1917 in Moskau; † 17. August 1975 in Wladiwostok) war ein russischer Mathematiker, der sich vor allem mit Funktionalanalysis und allgemeiner Topologie beschäftigte.

## Leben
Fomin war der Sohn eines Medizinprofessors an der Lomonossow-Universität. Noch als Schüler besuchte er Mathematikkurse an der Lomonossow (auch auf Empfehlung von Sergei Alexejewitsch Tschaplygin, einem Freund der Familie) und begann mit 16 Jahren dort zu studieren. Mit 19 Jahren veröffentlichte er seine erste Arbeit über Gruppentheorie. Nach dem Abschluss 1939 forschte er für seine Doktorarbeit bei Andrei Kolmogorow. Noch vor seiner Dissertation veröffentlichte er 1940 eine Arbeit über allgemeine Topologie auf Anregung von Pawel Alexandrow, in der er einen einfacheren Beweis als Marshall Stone (von 1935) für eine Vermutung von Alexandrow und Pawel Urysohn über Kriterien für die Kompaktheit von Hausdorff-Räumen gab. Im Zweiten Weltkrieg war er Soldat, promovierte (Kandidatentitel) aber 1942 bei Kolmogorow in Kasan, wohin das Steklow-Institut aus Moskau evakuiert war. Nach dem Krieg habilitierte er sich 1951 bei Andrei Nikolajewitsch Tichonow an der Lomonossow (Über dynamische Systeme mit invariantem Maß), wo er 1953 Professor wurde. Er starb in Wladiwostok, als er dort auf einer Sommerschule Vorlesungen hielt.
Fomin arbeitete unter anderem Anfang der 1950er Jahre mit Israel Gelfand über die Anwendung der Darstellung unendlich dimensionaler Liegruppen auf dynamische Systeme und befasste sich mit Ergodentheorie und Kontrolltheorie. Ab Ende der 1950er Jahre befasste er sich auch als Leiter eines entsprechenden Labors mit Anwendungen der Mathematik in der Biologie, zum Beispiel in Fragen der Künstlichen Intelligenz und Robotik oder der Gleichungen für die Ausbreitung von Nervenpulsen. Ab Mitte der 1960er Jahre wandte er sich auch Problemen der Funktionalanalysis zu, die von Fragen der mathematischen Grundlagen der Quantenmechanik angeregt waren.

## Schriften
- mit Andrei Kolmogorow: Elements of the theory of functions and functional analysis. 2 Bände. 1954, 1960 (russisch), weitere russische Auflagen 1976, 1989, englische Übersetzung: Band 1: Metric and Normed Spaces. Band 2: Measure, the Lebesgue Integral, Hilbert Space. Graylock Press 1957, 1961, Nachdruck in einem Band: Dover 1999
- mit Andrei Kolmogorow: Introductory real analysis. Englewood-Cliffs 1970.
- mit Andrei Kolmogorow: Reelle Funktionen und Funktionalanalysis (= Hochschulbücher für Mathematik. Band 78). Berlin, Deutscher Verlag der Wissenschaften 1975.
- mit Andrei Kolmogorow: Measure, Lebesgue Integral and Hilbert Space. Academic Press, 1961.
- mit M. B. Berkinblit: Mathematical problems in biology. Nauka, Moskau 1973 (russisch).
- mit Boris Michailowitsch Budak: Multiple integrals, field theory and series. An advanced course in higher mathematics. MIR, Moskau 1973.
- mit Isaak Pawlowitsch Kornfeld, Jakow Sinai: Ergodic Theory. Springer, 1982.
- mit Wladimir Michailowitsch Alexejew und V. M. Tichomirow: Optimal Control. Consultants Bureau, Washington D. C. 1987.
- mit Juri Lwowitsch Daletskij: Measures and Differential equations in infinite dimensional space. Kluwer 1991.
- mit Israel Gelfand: Calculus of Variations. Prentice-Hall 1963, Dover 2000.